# 浴血戰士前傳：競技場之神
《浴血戰士前傳：競技場之神》，是一部電視連續劇，一共六集。這部電視連續劇的時代背景設定在古羅馬，劇集以兩大奴隸主Tullius和Batiatus的競爭為主線，講述角鬥訓練學校中的故事。該劇延續《血與沙》的風格，血腥性感，逐漸深入的人物刻畫和富有內涵的劇情主線，劇集的口碑也隨著收視率一路上揚。。美國電視台於2011年1月21日到2月25日播放。這部電視劇也在加拿大播放。

## 劇情
《浴血戰士前傳：競技場之神》（Spartacus: God of Arena）實際上就是《浴血戰士：血與沙》（Spartacus: Blood And Sand）的前傳，在這個Batiatus家族崛起的故事中，Lucy Lawless和John Hannah成爲人們關注的焦點，他們在Spartacus成爲被俘的色雷斯奴隸前就已經是Batiatus家族的優勝者。
《浴血戰士前傳：競技場之神》（Spartacus: Gods of the Arena）是StarZ劇集《浴血戰士：血與沙》（Spartacus: Blood and Sand）的前傳，是一部六集迷你劇。由於男主角 Andy Whitfield罹患癌症，《血與沙》第二季的拍攝制作暫時終止，制作人決定拍攝一部前傳，講述Batiatus家族是如何憑借麾下聲名狼藉的競技場之神Gannicus慢慢崛起的故事。Gannicus他對美酒和女人的渴望與他精湛的劍術一樣知名。而年輕的Batiatus伺機而動，在爲推翻父親，自己掌權做好准備之前，他可以爲了確保自己的利益而背叛任何人。深謀遠慮的妻子Lucretia對他非常忠誠，支持他的每一次卑鄙陰謀，還不時利用性感好友 Gaia厚顏無恥的特點。他們聯合起來，不惜一切代價蒙蔽大家的眼睛、爭名逐利，搶班奪權。

## 演員
- 達斯丁·克來爾 飾演角鬥士冠軍甘尼克斯。
- 露西·勞倫斯 飾演昆特斯的太太，露奎夏。
- 約翰·漢納 飾演昆特斯，經營角鬥士生意的商人。
- 彼得·门萨 飾演歐尼繆斯，訓練角鬥士的教頭。

## 剧集
| # | 标题                | 导演          | 编剧                             | 首次播出时间  | 美国观众数量 （百万） |
| - | ------------------- | ------------- | -------------------------------- | ------------- | --------------------- |
| 1 | Past Transgressions | Jesse Warn    | Steven S. DeKnight               | 2011年1月21日 | 1.10                  |
| 2 | Missio              | Rick Jacobson | Maurissa Tancharoen & Jed Whedon | 2011年1月28日 | 1.14                  |
| 3 | Paterfamilias       | Michael Hurst | Aaron Helbing & Todd Helbing     | 2011年2月4日  | 1.26                  |
| 4 | Beneath the Mask    | Brendan Maher | Seamus Kevin Fahey & Misha Green | 2011年2月11日 | 1.11                  |
| 5 | Reckoning           | John Fawcett  | Brent Fletcher                   | 2011年2月18日 | 1.38                  |
| 6 | The Bitter End      | Rick Jacobson | Steven S. DeKnight               | 2011年2月25日 | 1.72                  |

## 資料來源
1. ↑  .   [2012-02-05]. （原始内容存档于2011-06-11）.
2. ↑  Seidman, Robert. . TV by the Numbers. January 24, 2011  [January 25, 2011]. （原始内容存档于2016-03-04）.
3. ↑  Gorman, Bill. . TV by the Numbers. January 31, 2011  [February 1, 2011]. （原始内容存档于2016-03-03）.
4. ↑  Seidman, Robert. . TV by the Numbers. February 7, 2011  [February 8, 2011]. （原始内容存档于2016-03-04）.
5. ↑  Seidman, Robert. . TV by the Numbers. February 14, 2011  [February 15, 2011]. （原始内容存档于2016-03-03）.
6. ↑  Seidman, Robert. . TV by the Numbers. February 22, 2011  [February 23, 2011]. （原始内容存档于2016-03-04）.
7. ↑  Seidman, Robert. . TV by the Numbers. February 28, 2011  [March 1, 2011]. （原始内容存档于2016-03-05）.

## 外部連結
- 浴血戰士：競技場之神官方網站